# 三浦貞勝
三浦 貞勝（みうら さだかつ）は、戦国時代の武将。美作国高田城主。通称は孫九郎、遠江守。父は三浦貞久。弟に貞広。子に桃寿丸。

## 生涯
天文12年（1543年）、美作国の武将・三浦貞久の子として誕生。
天文17年（1548年）、父・貞久が死去すると三浦氏家臣団に擁立され当主となったが、これを好機と捉えた尼子氏家臣・宇山久信に攻められ高田城を奪われる。永禄2年（1559年）2月、尼子氏が毛利氏の侵攻を受けている隙を付いて高田城を奪還し旧領を回復する。以降浦上宗景に与同したとみられるが、三村家親の調略により切腹に追い込まれた。この時に落ち延びさせた妻（円融院）は後に宇喜多直家の妻となった（「高田城主次第」）。
しかし、これらを証明する当時の文書は見られず、当時の尼子氏との遣り取りで永禄年間に高田城を奪回した形跡も無ければ、むしろ毛利氏に従っていた三村氏からの攻撃を受けるまでに既に尼子氏の居城である月山富田城へと重臣牧尚春が逃亡していることも確認されており、上記を記した史料は史実とは異なっている。
自刃は永禄8年12月とする記録（「高田城主次第」『作陽誌』）や、より具体的な永禄7年（1564年）12月15日とする説（三浦貞勝墓碑ほか）がある。享年22。法名は称名院殿真月宗金（宗全とも）（『作陽誌』）。